# Philophrosyne
Philophrosynê (grekiska: Φιλοφροσυνη) var likt sin mor, sina systrar och sina mostrar en av chariterna i grekisk mytologi. Hon var vänskaplighetens, vänlighetens och välkomnandets gudinna och var dotter till guden Hefaistos och gudinnan Aglaia. Hon hade tre systrar som hette Eukleia, Euthenia och Eupheme.